# Woodall (Oklahoma)
Woodall es un lugar designado por el censo ubicado en el condado de Cherokee en el estado estadounidense de Oklahoma. En el Censo de 2010 tenía una población de 823 habitantes y una densidad poblacional de 17,7 personas por km².

## Geografía
Woodall se encuentra ubicado en las coordenadas 35°49′10″N 95°05′08″O / 35.819400, -95.085496. Según la Oficina del Censo de los Estados Unidos, Woodall tiene una superficie total de 46.51 km², de la cual 46.51 km² corresponden a tierra firme y (0%) 0 km² es agua.

## Demografía
Según el censo de 2010, había 823 personas residiendo en Woodall. La densidad de población era de 17,7 hab./km². De los 823 habitantes de Woodall, 397 eran blancos, 0 eran afroamericanos, 329 eran amerindios, 1 eran asiáticos, 0 eran isleños del Pacífico, 21 eran de otras razas y 75 pertenecían a dos o más razas. Del total de la población 51 eran hispanos o latinos de cualquier raza.